# باشگاه صنعت گاز سرخس

تیم صنعت گاز سرخس، درحال تمرین

باشگاه صنعت گاز سرخس یک باشگاه ورزشی است که در مالکیت شرکت پالایش گاز شهید هاشمی نژاد (خانگیران) در شهرستان سرخس است.
این باشگاه در تاریخ ۱۶/۰۸/۱۳۸۴ پروانه بهره‌برداری را از اداره کل تربیت بدنی استان خراسان رضوی اخذ و در تاریخ ۰۱/۱۰/۱۳۸۴ در چهار رشته فوتبال، والیبال، کشتی و شنا فعالیت خود را آغاز نمود.

## فوتبال
در تاریخ ۰۱/۱۰/۸۴ با برگزاری دو فراخوان عمومی از بین ۱۷۰ نفر از جوانان شهرستان سرخس تیم فوتسال باشگاه توسط مربیان تیم انتخاب و هم‌زمان به مسابقات لیگ فوتسال مشهد صعود نماید.
در ردۀ بزرگسالان به جهت انتخاب نفرات برتر طی یک دوره مسابقۀ فوتبال با شرکت ۱۱ تیم دسته یک و دو شهرستان با همکاری هیأت فوتبال انجام که در پایان ۵۳ نفر بازیکن برتر انتخاب شدند. این گروه و بقیۀ بازیکنان تیم از سایر شهرستان‌ها در طول چهار فصل متوالی در مسابقات لیگ دسته دوم فوتبال کشور شرکت داشتند که نتوانستند به لیگ بالاتر صعود نمایند.
تیم فوتبال صنعت گاز سرخس در جریان مسابقات فصل ۸۹-۹۰ از دستۀ دو سقوط نمود و بنا به تصمیم مدیران سازمان مربوطه تیم فوتبال منحل اعلام شد و دیگر در این زمینه فعالیتی ندارد.

## کشتی
با جذب غدیر نخودچی قهرمان ملی و مدیر تیم ملی نوجوانان طی فرخوان عمومی در تاریخ ۱۴/۴/۸۵ شرکت کنندگان به دو دسته مبتدی و پیشرفته تقسیم شدند و کلاسهای آموزش شروع و در مجموع ۹۷ نفر جذب و تحت نظر ایشان و چنگیز عامل ( سرمربی تیم کشتی استان خراسان ) و مربیان شهرستان در حال تمرین هستند.

## کشتی آزاد
تیم‌های کشتی آزاد این باشگاه سه دوره در مسابقات قهرمانی استان شرکت نموده که تاکنون نوجوانان دو مقام اول، یک مقام دوم و و دو مقام سوم و همچنین جوانان به سه مقام اول، دو مقام دوم و هفت مقام سوم دست یافته‌اند.

## کشتی فرنگی
در بخش کشتی فرنگی تیم جوانان صاحب یک مقام دوم و دو مقام سوم شده‌است.

## شنا
رشته شنا با حضور مربی تیم بزرگسالان، دبیر هیئت شنا خراسان رضوی و رئیس پایگاه قهرمانی مجید مشتاق عشق به عنوان مدیر سازمان شنا در تاریخ ۱۵/۰۳/۸۵ با دعوت از نونهالان ۶ الی ۱۰ سال در دو گروه دختران و پسران شروع به کار نمود که در مرحله اول بخش پسران ۱۵۰ نفر شرکت کردند که پس از برگزاری کلاسها و انجام تست در مجموع ۶۰ نفر در سه گروه به مرحله بعدی آموزش راه یافتند این گروه زیر نظر چهار مربی از شهرستان سرخس تمرینات خود را ادامه می‌دهند .

## والیبال
در رشته والیبال با مدیریت باقر سلیمان نژاد مربی بین‌المللی و دارنده مدرک جهانی و مدرس کلاسهای مربیگری والیبال به عنوان مربی با فراخوان عمومی از تاریخ ۱۵/۰۳/۸۵ ثبت نام این رشته در سه گروه ابتدایی، راهنمایی و دبیرستان آغاز گردید.
بخش خانم‌ها در رشته والیبال با حضور ناز آفرین فنودی مدرس کلاسهای مربیگری فدراسیون والیبال جمهوری اسلامی ایران و داور ملی در سه مقطع ابتدایی راهنمایی و دبیرستان فعالیت خود را با ۹۰ نفر ادامه می‌دهد .